# Jessica Gregg
Jessica Gregg (n. 16 martie 1988, Edmonton, Alberta, Canada) este o sportivă ce a reprezentat Canada, medaliată olimpică. A participat la o ediție a Jocurilor Olimpice (2010) în care a câștigat o medalie de argint.

## Participări
Lista de mai jos prezintă principalele competiții la care a participat Jessica Gregg de-a lungul carierei.
- short track speed skating at the 2010 Winter Olympics – women's 3000 metre relay[*]